# 푸른노을
《푸른노을》은 2017년에 개봉한 대한민국의 영화이다.

## 캐스팅
- 박인환 : 김남우 역
- 오미희 : 정은녀 역
- 남경읍 : 황달주 역
- 최유하 : 윤수정 역
- 한태일 : 조항만 역
- 정은찬 : 김종하 역
- 한다은 : 한미숙 역
- 이재용 : 황영수 역
- 김현숙 : 한점례 역
- 서명찬 : 박진구 역
- 권오진 : 박규식 역
- 박명신 : 김지애 역
- 김영서 : 남우아내 역
- 김경희 : 달주단골집사장 역
- 김미야 : 윤수정 집주인 역
- 지봉학 : 장례식장 할아버지 1 역
- 박병모 : 장례식장 할아버지 2 역
- 차보건 : 강노인 아들 역
- 김효정 : 휴게소직원 역
- 유월선 : 달주집주인 역
- 이승관 : CT담당의사 역
- 이현우 : 초음파담당의사 역
- 안효선 : X-RAY 담당간호사 역
- 최병권 : 신경외과의사 역
- 길은지 : 원무과직원 역
- 배은지 : 호프집여사장 역
- 이승희 : 호프집주방이모 역
- 정아영 : 은녀딸 역
- 서정호 : 은녀사위 역
- 이루리 : 다온 역
- 엄태나 : 여관광객 역
- 이민구 : 슈퍼직원 역
- 이경재 : 500원 할아버지 역
- 홍다솜 : 미니스커트녀 역
- 추복동 : 강 노인 역
- 김홍태 : TV속할머니 역
- 소남석 : 한점례 남편 역
- 엄에녹 : 어린 영수 역
- 민채경 : 박진구 아내 역
- 이성윤 : 문상객 1 역
- 윤영숙 : 문상객 2 역
- 민병희 : 문상객 3 역
- 김용곤 : 문상객 4 역
- 윤철호 : 문상객 5 역
- 김태현 : 호프집손님 1 역
- 권영두 : 호프집손님 2 역
- 지대한 : 관리사무소직원 역 (우정출연)